# Liste deutscher Stadtgründungen/2. Jahrhundert
- 110 Xanten: Nahe dem Legionslager Castra Vetera entsteht die Siedlung Colonia Ulpia Traiana, die Stadtrecht erhält
- um 110: Nida bei Frankfurt-Heddernheim
- 121 Wiesbaden, erstmals als Aquae Mattiacorum erwähnt
- um 125 Dieburg, römischer Ortsname unbekannt, siehe Dieburg in römischer Zeit
- um 150 wird Loupfourdon als Ortsname von Ptolemäus im Atlas Geographike Hyphegesis erwähnt
- 159 Öhringen, als römisches Kastell am Limes entstanden, ebenso Walldürn, Osterburken, Jagsthausen, Mainhardt, Murrhardt und Welzheim
- 179 Regensburg, nahe einem Kastell aus dem 1. Jahrhundert von Marc Aurel als Legionslager Castra Regina gegründet